# Coelioxys cerasiopleura
Coelioxys cerasiopleura är en biart som beskrevs av Holmberg 1903. Coelioxys cerasiopleura ingår i släktet kägelbin, och familjen buksamlarbin. Inga underarter finns listade i Catalogue of Life.